# Système judiciaire fédéral des États-Unis
Ne doit pas être confondu avec Organisation juridictionnelle aux États-Unis.
Le système judiciaire fédéral des États-Unis est l'une des trois branches du gouvernement fédéral des États-Unis organisées en vertu de la Constitution des États-Unis et des lois du gouvernement fédéral. Au pénal, ce système connait des infractions fédérales et est composé des juridictions fédérales. Il est distinct des systèmes judiciaires des cinquante États des États-Unis qui disposent chacun de leurs propres juridictions (cours de première instance, cours d'appel et cours suprêmes) pour juger conformément à la loi de l'État.

## Organisation juridictionnelle

### Juridictions de l'article III
L'article III de la Constitution des États-Unis exige la création d'une Cour suprême et permet au Congrès de créer d'autres tribunaux fédéraux et de limiter leur compétence.

« Le pouvoir judiciaire des États-Unis sera confié à une Cour suprême et à telles cours inférieures dont le Congrès pourra périodiquement ordonner l'institution. »

— Section 1 de l'article 3 de la Constitution des États-Unis
Le système judiciaire fédéral est composé de trois niveaux de tribunaux : 
1. Les cours de district des États-Unis (une dans chacun des 94 districts judiciaires fédéraux, sans compter les trois tribunaux territoriaux de l'article IV) sont des tribunaux de première instance civils et criminels. Dans de nombreux cas, le Congrès a transféré la compétence de première instance à des tribunaux spécialisés, tels que le Tribunal de commerce international et la Cour de surveillance du renseignement étranger des États-Unis, ou à des tribunaux relevant de l'article I ou de l'article IV. Les cours de district ont généralement compétence pour entendre les appels de ces tribunaux (à moins que, par exemple, les appels soient interjetés directement devant la Cour d'appel pour le circuit fédéral).
2. Les cours d'appel fédérales des États-Unis sont les cours d'appel fédérales intermédiaires. Elles fonctionnent dans le cadre d'un système de révision obligatoire, ce qui signifie qu'elles doivent entendre tous les appels interjetés par les tribunaux inférieurs. Les cours d'appel des États-Unis sont divisées en 13 circuits : 12 circuits régionaux, numérotés de la première à la onzième, le circuit du district de Columbia et un 13e circuit, le circuit fédéral, qui a une compétence spéciale pour les appels concernant des sujets spécialisés tels que les brevets et les marques. Dans certains cas, le Congrès a transféré la compétence des cours d'appel à des tribunaux spécialisés, comme la Cour de surveillance du renseignement étranger des États-Unis.
3. La Cour suprême des États-Unis est le tribunal de dernier ressort. Il s'agit généralement d'une cour d'appel qui fonctionne sous contrôle discrétionnaire, ce qui signifie que la Cour peut choisir les affaires à entendre, en délivrant des ordonnances de certiorari. Il n'existe donc généralement pas de droit d'appel de base qui s'étende automatiquement jusqu'à la Cour suprême. Dans quelques rares situations, elle siège en tant que tribunal de première instance.

### Juridictions de l'article I et de l'article IV
Outre ces tribunaux fédéraux, appelés tribunaux de l'article II, il existe d'autres organes juridictionnels appelés tribunaux de l'article I ou de l'article IV en référence à l'article de la Constitution dont découle l'autorité du tribunal.
Il existe plusieurs tribunaux relevant de l'article premier. Les mandats ne sont pas à vie. Il s'agit de la Cour d'appel pour les revendications des anciens combattants, de la Cour d'appel pour les forces armées, de l'United States Tax Court, de la Cour fédérale des réclamations et des tribunaux pour la banqueroute.
Les tribunaux visés à l'article IV concernent les territoires, et comprennent la Haute Cour des Samoa américaines ainsi que les tribunaux territoriaux que sont la Cour de district pour les îles Mariannes du Nord, la Cour de district de Guam et la Cour de district des îles Vierges.

## Juges
Les juges des cours d'appel et des cours de district, comme les juges de la cour suprême, sont nommés par le président américain avec approbation du Sénat.
Les juges (justices) de la Cour suprême des États-Unis et ceux de circuit et de district sont nommés par le président des États-Unis sur approbation d'un vote majoritaire du Sénat. Ces juges exercent leur fonction pendant la période d'un « comportement exemplaire », soit une nomination à vie. Les présidents nomment généralement en tant que juges des membres de leur propre parti politique. Il s'agit souvent d'avocats, professeurs de faculté de droit, juges de tribunaux fédéraux inférieurs ou de tribunaux d'État, tous jouissant d'une très bonne renommée. Une fois ces juges nommés, leur salaire ne peut être réduit. Les juges fédéraux sont soumis à un code de conduite garantissant leurs intégrités et impartialités. La cour suprême a son propre code depuis 2023. Les juges fédéraux ne peuvent être destitués de leur poste que par l'intermédiaire d'un processus de mise en accusation (impeachment) au cours duquel des accusations sont présentées par la Chambre des représentants des États-Unis et un procès est organisé par le Sénat. Dans toute l'histoire des États-Unis, seuls quelques juges ont été mis en accusation et ceux destitués avaient commis des fautes graves. Ces protections permettent aux juges fédéraux d'exercer un jugement indépendant sans interférence ni influence politique ou externe.
À partir de 65 ans, certains juges fédéraux ayant rempli une liste de critères peuvent prendre leur retraite avec un statut de séniorité leur permettant de continuer de travailler à leur cour de façon discontinue.

## Avocats
Le système juridique américain utilise le système fondé sur le principe du contradictoire. Les avocats sont essentiels à ce processus : ils sont tenus de présenter les preuves et les arguments de leur client au tribunal. En fonction de leurs
présentations, un juge du procès ou un jury détermine les faits et applique la loi de manière à prendre une décision, avant de rendre un jugement. Toute personne peut opter pour être son propre représentant dans les tribunaux américains, mais des avocats sont souvent nécessaires pour présenter des actions efficacement. Une personne ne pouvant pas se permettre de retenir les services d'un avocat peut tenter d'en obtenir un via une agence d'assistance judiciaire gratuite. Les personnes accusées de crimes n'ayant pas les moyens d'embaucher un avocat sont représentées par un avocat nommé par le tribunal ou par les bureaux du défenseur public (public defender) fédéral ou de l'État.
Les avocats américains sont agréés par l' État fédéré où ils exercent leur profession. Il n'existe pas d'entité nationale chargée de les agréer. La plupart des États exigent que les candidats détiennent un diplôme en droit (Juris Doctor) d'une faculté de droit accréditée. Un diplôme en droit aux États-Unis est un diplôme post-universitaire remis à la fin de trois ans d'études supplémentaires (en temps normal, les étudiants obtiennent au préalable un diplôme d'une université après quatre ans d'études). De plus, la plupart des États exigent que les candidats à l'exercice de la fonction d'avocat passent un examen écrit au barreau de l'État où ils veulent exercer, effectuent une période de formation et de stage dans un cabinet ou une entreprise ainsi qu'ils répondent à certaines normes de caractère, au moment où ils souhaitent s'inscrire en tant qu'avocat dans un État fédéré.
Certains États permettent aux avocats de devenir membres du barreau en fonction de leur appartenance au barreau d'un autre État. Tous les États autorisent des avocats résidant hors État à pratiquer leur profession dans des cas particuliers et des circonstances spéciales.
Tout avocat peut opter pour pratiquer dans n'importe quel domaine du droit. Bien qu'il n'existe aucune distinction formelle entre les types de cabinets juridiques, il existe tout de même des spécialisations officieuses.
L'avocat de l'accusé est le plus souvent un commis d'office qui ne peut passer que quelques minutes avec son client avant d'entamer les négociations avec le procureur. Il n'existe pas de données au niveau fédéral, mais des statistiques concernant l’État de Washington indiquent que les avocats commis d'office travaillent en moyenne moins d'une heure sur chaque cas.
Le nombre d'avocats fait l'objet de statistiques annuelles de l' "American Bar Association". Par exemple, en 2015, le chiffre avancé par cette structure défendant l'ensemble des avocats aux États-Unis était de plus d' 1 300 000 d'avocats inscrits auprès des barreaux des différents États fédérés. 

## Procureur
Les procureurs (prosecutors) du système fédéral font partie du département de la Justice de la branche exécutive du pouvoir. Le procureur général (Attorney General) des États-Unis qui se trouve à la tête du département de la Justice est nommé par le président des États-Unis avec confirmation du Sénat. Les procureurs principaux (chief prosecutors) des tribunaux fédéraux, au niveau des districts fédéraux, sont des Avocats (Attorneys) des États-Unis et sont en outre nommés par le président avec confirmation du Sénat. Au sein du département de la Justice se trouve le Federal Bureau of Investigation (FBI) qui enquête sur tous les crimes et délits prévus dans les lois de compétence fédérale et qui sont commis aux États-Unis.
Le rôle du procureur est prépondérant dans le système judiciaire américain. Il définit les chefs d'accusation et contrôle le déroulement du processus grâce à son pouvoir discrétionnaire. Confronté à des faits similaires, il peut choisir des chefs d'accusation différents, donnant lieu à des peines différentes. Il peut également ne pas poursuivre un accusé s'il en va de l’intérêt général. Il est souvent reproché à la justice américaine de se montrer encline à la clémence envers les citoyens les plus riches.
Les prérogatives considérables des procureurs américains qui sont élus au niveau des cours de chaque État fédéré et au niveau des tribunaux des quelque 3 070 comtés donnent lieu à des pratiques qui choquent souvent les observateurs étrangers : conférences de presse incendiaires, surenchère dans la rigueur au cours des périodes électorales, concours sordides (comme dans le Tennessee, où le procureur le plus sévère remporte le « prix du marteau »).

## Accusés
Toutes les trois secondes, une personne est arrêtée aux États-Unis. Selon le FBI, sur les 10,3 millions d’arrestations par an, seules 5 % le sont pour des infractions impliquant un acte de violence. 
Les accusés sont exposés à des humiliations. Ils sont notamment systématiquement photographiés lors de leur arrestation. En dépit de la présomption d'innocence, ces photos peuvent ensuite être diffusées sur internet. Dans la plupart des États, les sites internet concernés peuvent réclamer de l'argent à l'accusé qui souhaiterait voir retirer ses photos.
Environ 80 % des personnes inculpées pour des crimes passibles d'une peine supérieure à un an d'incarcération vivent dans la pauvreté.